# Serra dels Castellets
La serra dels Castellets és un massís muntanyenc situat en la divisòria entre els termes de Finestrat, Benimantell i Sella, tots a la Marina Baixa.
Es caracteritza per la seu cresta rocosa de gran verticalitat amb forma de dents de serra (809 msnm) i l'orientació còncava sud - nord-est, amb una marcada diferència de vegetació entre la solana i l'ombria. Té dos cims singulars a cada extrem - l'Alt del Realet (699 msnm) al sud, i la penya de la Xata (819 msnm) al nord. Pren el seu nom per la penya menor situada a la punta sud de la serra, la penya dels Castellets (653 msnm), o possiblement per un desaparegut castell d'origen islàmic situat al cim d'aquesta penya.
Tanca la vall del riu Anxero (Finestrat) pel nord-oest i limita amb el Ponotx i el Puigcampana al seu extrem oriental (coll de Sacarets o Sacarés 708 msnm). A l'oest, limita amb el riuet del Realet (Sella) i al nord, amb el barranc del Xarquer i el barranc de Sacarets (Benimantell), que la separen de la serra menor de Tafarmaig. Al sud, separada pel barranc Salat i la CV-758, té continuïtat orogràfica en la serra d'Orxeta. Existeix un coll de muntanya en la cresta de la serra anomenat el portell de Lopes (620 msnm). El petit recorregut PR-CV-12 transita pel coll de Sacarets.